# Wystan Hugh Auden
Wystan Hugh Auden (AFI: /ˈwɪstən hjuː ˈɔːdən/; York, 21 febbraio 1907 – Vienna, 29 settembre 1973) è stato un poeta britannico.

## Biografia

### Gli anni inglesi
Wystan Hugh Auden nacque il 21 febbraio 1907, a York, in una famiglia della classe media inglese. Trascorse l'infanzia a Harborne, Birmingham, e negli anni successivi s'interessò di letteratura, soprattutto di mitologia nordica, ma anche di musica e psicologia. Studiò alla Gresham's School di Holt, nel Norfolk, e poi, nel 1925, all'Università di Oxford, dove fondò un circolo letterario che oggi porta il suo nome ("Auden Circle"), insieme ad altri brillanti studenti, tra cui Cecil Day Lewis, Christopher Isherwood, Louis MacNeice e Stephen Spender. Ad Oxford cominciò ad interessarsi agli studi di Freud e alle teorie del Marxismo, ma anche alla filosofia di Kierkegaard, al teatro di Ibsen e di Shakespeare e al teatro musicale di Mozart e Verdi.

### La Germania e la guerra
Nel 1928 trascorse un anno a Berlino, allora sotto la Repubblica di Weimar, e qui lesse Bertolt Brecht, che influenzò la sua produzione teatrale. Tornato in Inghilterra, pubblicò la prima raccolta di poesie nel 1930, i Poems e, nel 1932, The Orators, rivelandosi autore impegnato e di sinistra. Inoltre lavorò insieme a Christopher Isherwood, scrivendo The Dance of Death (1933), The Dog Beneath the Skin (1935) e The Ascent of F6 (1936). Negli anni inglesi conobbe T. S. Eliot e diventò amico di E. M. Forster.
Nel 1935 sposò Erika Mann, figlia dello scrittore Thomas Mann, per garantirle l'espatrio dalla Germania nazista, che le aveva annullato la cittadinanza. Essendo un matrimonio di convenienza per salvare Erika dalla persecuzione, i due non ebbero vere ragioni per vivere insieme. Inoltre, sia di Erika sia di Wystan era ed è noto l'orientamento omosessuale. Nel 1937 partecipò alla Guerra civile spagnola, come autista. Colpito dalle atrocità commesse sia dai Republicanos, che lui sosteneva, sia dai Nacionales, maturò un senso di smarrimento ed ansia che lo accompagnò per tutta la vita. Il risultato di questa esperienza, una volta tornato in Inghilterra, fu la poesia Spain, pubblicata nel 1937.

### Il dopoguerra
Nel 1939 si trasferì negli Stati Uniti con Christopher Isherwood, prendendo nel 1946 la cittadinanza statunitense.
A New York conobbe Chester Kallman, uno studente, con il quale ebbe una lunga relazione sentimentale portando alla luce la sua emarginata omosessualità. Il periodo tra il 1940 ed il 1948 fu prolifico: scrisse Another Time, New Year Letter, For the Time Being e The Age Of Anxiety – con cui vinse il premio Pulitzer per la poesia – che rappresentò il culmine della sua poetica. Negli anni americani rimase in contatto con intellettuali e scrittori tedeschi come Klaus Mann, Erich Heller e Hannah Arendt (alla quale, dopo la scomparsa del compagno, fece una proposta di matrimonio nel 1970).
Dal 1948 al 1957 rimase a New York, ma trascorse molto tempo in Italia, ad Ischia, soprattutto d'estate. Insignito del Premio Bollingen per la poesia nel 1953, Auden continuò a scrivere: libretti d'opera, tra cui quello per The Rake's Progress di Igor' Fëdorovič Stravinskij, e raccolte poetiche, come Nones (1951) e The Shield of Achilles del 1955. Dal 1957 al 1961 insegnò all'Università di Oxford. Nel 1958 si trasferì in Austria, nel piccolo e tranquillo paese di Kirchstetten, vicino a Vienna. Nel 1967 fu insignito negli Stati Uniti della National Medal for Literature. Agli ultimi anni appartengono Homage to Clio, del 1960, City Without Walls del 1969 e Thank you, Fog, pubblicato postumo nel 1974.

## Influenza culturale
- Una delle poesie di Auden più famose, Funeral blues,[3] è contenuta nei film Quattro matrimoni e un funerale di Mike Newell, L'attimo fuggente di Peter Weir e La tigre e la neve di Roberto Benigni
- La poesia The moment viene recitata in Gruppo di famiglia in un interno di Luchino Visconti.

## Opere tradotte in italiano
- Poesie, introduzione, versione e note di Carlo Izzo, Guanda, 1952
- Per il tempo presente : oratorio di Natale, traduzione di Aurora Ciliberti, All'insegna del pesce d'oro, 1964
- L'età dell'ansia : egloga barocca, traduzione di Lina Dessì e Antonio Rinaldi, Mondadori, 1966
- Opere poetiche, traduzione di Aurora Ciliberti, 2 voll., Lerici, 1966-1969
- Saggi, trad. G. Fiori Andreini, Garzanti, 1968
- Il jolly nel mazzo : saggi su Shakespeare, D. H. Lawrence, Marianne Moore, Frost, Byron, Dickens, Ibsen, Stravinsky, Garzanti, 1972
- Grazie nebbia!, a cura di Aurora Ciliberti, Guanda, 1977; TEA, 1998
- Città senza mura e altre poesie, a cura di Aurora Ciliberti ; introduzione di Marisa Bulgheroni, Mondadori, 1981
- Poesie, a cura di Aurora Ciliberti, Mondadori, 1981
- Riti della parola, Vita e Pensiero, Milano, 1985
- Horae canonicae, traduzione di Aurora Ciliberti ; note di Maria Vailati, SE, 1986
- Gli irati flutti, a cura di Gilberto Sacerdoti, Arsenale, 1987; poi Fazi, 1995
- Il mare e lo specchio : commentario a "La tempesta" di Shakespeare, a cura di Aurora Ciliberti, SE, 1987
- Lettere dall'Islanda, a cura di Aurora Ciliberti, Archinto, 1993
- (con Christopher Isherwood) Viaggio in una guerra, traduzioni di Aurora Ciliberti e Lucia Corradini, SE, 1993; poi Adelphi, 2007
- L'eta dell'ansia : egloga barocca, traduzione di Lina Dessi, Antonio Rinaldi, introduzione di Valerio Magrelli, Il melangolo, 1994.
- La verità, vi prego, sull'amore, trad. di Gilberto Forti, Adelphi, 1994
- Shorts, trad. di Gilberto Forti, Adelphi, 1995
- Un altro tempo, a cura di Nicola Gardini, Adelphi, 1997
- La mano del tintore, trad. di Gabriella Fiori, Adelphi, 1999
- Lo scudo di Perseo, trad. di Gabriella Fiori, Adelphi, 2000
- Lezioni su Shakespeare, a cura di Arthur Kirsch ; traduzione di Giovanni Luciani, Adelphi, 2006
- Grazie, nebbia : ultime poesie, a cura di Alessandro Gallenzi, Adelphi, 2011
- Oratorio di Natale, traduzione di Vanni Bianconi, Transeuropa, 2011
- Poesie scelte, A cura di Edward Mendelson, trad. di Massimo Bocchiola e Ottavio Fatica, Adelphi, 2016

## Riconoscimenti
Nel 1957 gli è stato conferito il Premio Internazionale Feltrinelli per la Letteratura, dall'Accademia Nazionale dei Lincei.